# Анастасия Старченкова
Анастасия Михайловна Старченкова (на руски: Анастасия Михайловна Старченкова) е руски филмов критик и деец на филмовата индустрия. Тя е признат експерт в индустрията.

## Биография
Родена е на 31 август 1983 г. в Калуга.
Учи филология в Калужския държавен педагогически университет, но след първата си година се премества в Москва, където постъпва в отдела за кинознание на  ВГИК  (Всеруски държавен институт по кинематография), който завършва през 2009 г. От юли 2008 г. до ноември 2013 г. работи в Леноблкиновидео.
Работила е около година и в Киноклуба на Винзавод. Като преводач тя си сътрудничи с издателство „Амфора“, като работи по-специално върху книгите Книга на ужасите. История на ужасите в киното (от Дейвид Дж. Скал) и Майкъл Джексън. Илюстрована биография.
От юли 2014 г. Изпълнителен директор и директор на филмовата дистрибуция  на филмовата дистрибуторска компания Exponenta Film, един от лидерите на филмовия пазар в Русия и страните от ОНД.